# Spaits István
Spaits István (Körmend, 1742. december 16. – Székesfehérvár, 1804. március 24.) bölcseleti doktor, Jézus-társasági áldozópap, később gimnáziumi igazgató.

## Élete
Budán a szónoklati osztályt elvégezvén, 1760. október 28-án Trencsénben a Jézus Társaságba felvételt nyert. Pappá szentelése után a humaniorákat tanította Nagyszombatban. A rend feloszlatását követően (1773) mint az Esztergom-főegyházmegye papja, a humaniorákat tanította Budán és Pesten. 1792-től székesfehérvári gimnáziumi igazgató volt. 1802. szeptember 27-én a jénai mineralógiai társaság tagjává választotta. Ásványgyűjteményét és könyveit halála előtt  Pannonhalmára küldte.
Fejér szerint több ódát írt; magyar költeménye van a Zeitschrift von u. für Ungernben (V. 323. 1.).

## Munkája
- In obitum Mariae Theresiae augustae quum ei regia universitas Budensis ritu solemniori parentaret. Budae, 1781

Földabrosza is megjelent, «mely a tudományoknak Mária Therézia alatt elrendeltetett állapotjokat mutatja.» (Ism. Révai Miklós a Magyar Hirmondóban (1784. 1. sz.).